# Hugo Röttcher
Hugo Röttcher (* 14. September 1878 in Lüneburg; † 2. Mai 1942 in Berlin-Steglitz; vollständiger Name: August Eduard Hugo Röttcher) war ein deutscher Architekt, der sich als Eisenbahn-Baubeamter vor allem mit dem Bau von Bahnhöfen einen Namen machte.

## Beruflicher Werdegang
Hugo Röttcher wurde als Sohn der evangelisch-lutherischen Eheleute Heinrich Röttcher und Wilhelmine Röttcher geb. Wellenkamp in Lüneburg geboren. Sein Vater führte dort die Bahnhofsgastwirtschaft.
Einen Monat nach seinem bestandenen Zweiten Staatsexamen und der Ernennung zum Regierungsbaumeister (Assessor in der öffentlichen Bauverwaltung) wurde Hugo Röttcher im Juli 1906 dem bautechnischen Büro des Preußischen Ministeriums der geistlichen-, Unterrichts- und Medizinalangelegenheiten in Berlin zur Beschäftigung überwiesen. Seine dortige Arbeit bestand in der Ausarbeitung von Entwurfsskizzen für auszuführende Hochbauten. Im September 1908 erfolgte seine Versetzung an die Königliche Eisenbahndirektion Köln. Zu dieser Zeit fanden insbesondere im Bereich der Stadt Köln umfängliche Ausbauarbeiten statt. Offensichtlich bewährte Röttcher sich an dieser Stelle, folgte doch zum 1. Juni 1912 die Verleihung einer etatmäßigen Stelle als Regierungsbaumeister bei der Eisenbahndirektion Köln.
Unter Regierungs- und Baurat Karl Biecker übernahm Röttcher die Ausarbeitung der Entwürfe und die anschließende Ausführung der Hochbauten des Deutzer Bahnhofs. Mit seinem von vorspringenden Flügelbauten flankierten ovalen Kuppelbau wurde das Empfangsgebäude in den Formen der Schlossarchitektur des Barockklassizismus errichtet. Nach der Beschädigung während des Zweiten Weltkriegs wurden Teile des Ostflügels mit der alten Gliederung, aber ohne Ornamentik wiederhergestellt.
Zur Eröffnung des unteren Teils des Deutzer Turmbahnhofs am 10. November 1913 wurde Hugo Röttcher der preußische Kronen-Orden IV. Klasse verliehen. Mit Beginn des Jahres 1914 wechselte Röttcher als Regierungsbaumeister zur Königlichen Eisenbahndirektion Kassel. Der Erste Weltkrieg unterband dort vermutlich eine größere Bautätigkeit. Röttcher wurde als Soldat zum Kriegsdienst eingezogen und schon im Dezember 1914 mit dem Eisernen Kreuz II. Klasse und im Juli 1918 mit dem Eisernen Kreuz I. Klasse ausgezeichnet. Nach dem Übergang der preußischen Staatseisenbahnen auf die Deutsche Reichseisenbahn zum 1. April 1920 folgte im April 1921 seine Versetzung als Dezernent mit dem Titel eines Regierungs- und Baurat zur Eisenbahndirektion Berlin, wo ihm kurz nach Dienstantritt eine gehobene Regierungs- und Bauratsstelle verliehen wurde. Zum 1. April 1924 folgte dann Röttchers Beförderung in den Rang eines Reichsbahnoberrats, bevor er zum 1. Dezember 1930 zum Reichsbahndirektor ernannt wurde. Eine weitere Beförderung erfolgte zum 1. Oktober 1933 durch die Ernennung zum Abteilungsleiter in der Hauptverwaltung der Deutschen Reichsbahn-Gesellschaft. Als Folge des Gesetzes zur Neuregelung der Verhältnisse der Reichsbank und der Deutschen Reichsbahn vom 10. Februar 1937 ging die Hauptverwaltung der Deutschen Reichsbahn-Gesellschaft auf das Reichsverkehrsministerium über. Die Dienstbezeichnung Röttchers änderte sich in Ministerialrat, da er diesen Rang bereits mehr als fünf Jahre bekleidete, war er den Präsidenten nach dem Dienstrang gleichgestellt. In dieser Stellung war Hugo Röttcher der höchstrangige Hochbautechniker der Deutschen Reichsbahn.

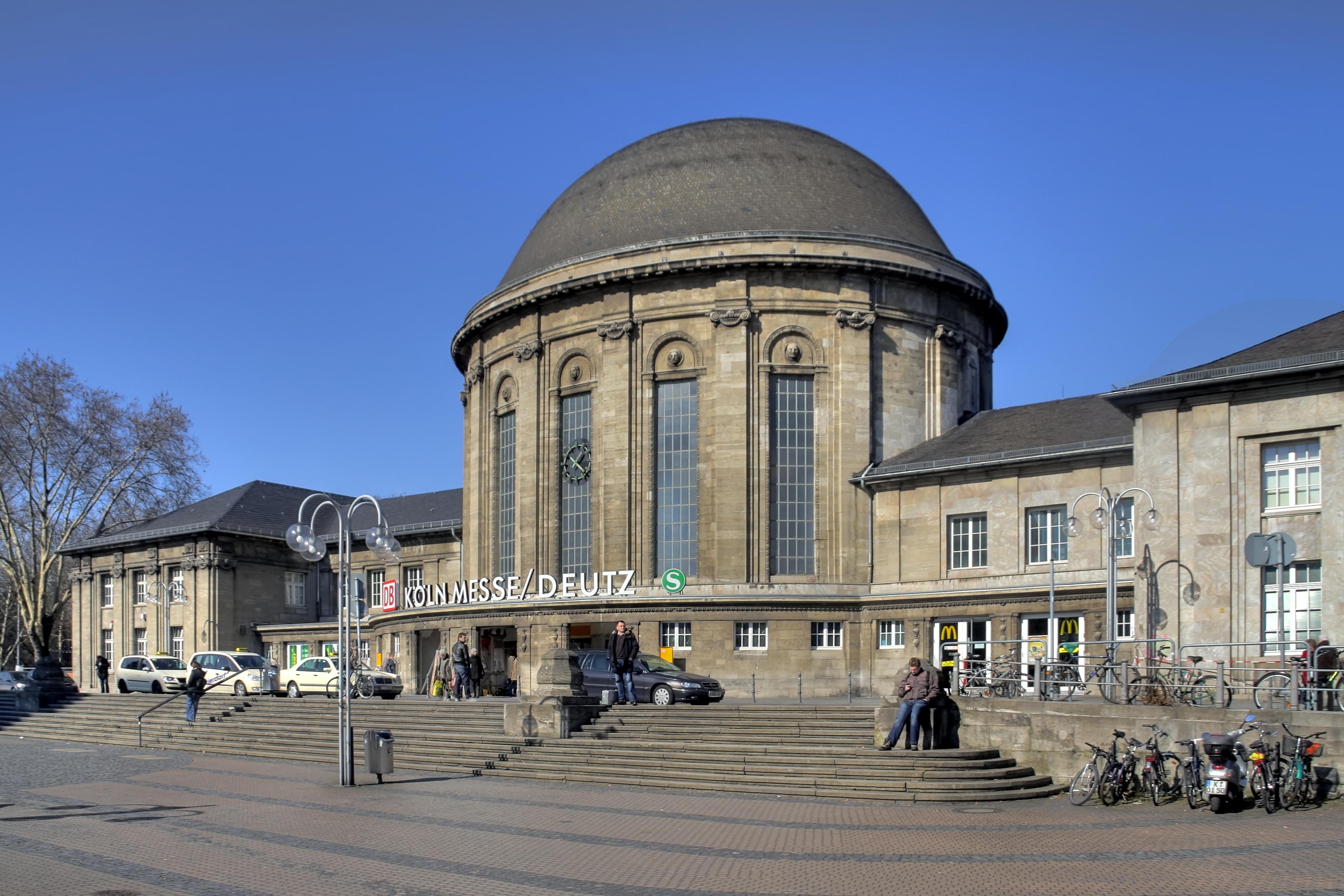
Bahnhof Köln-Deutz

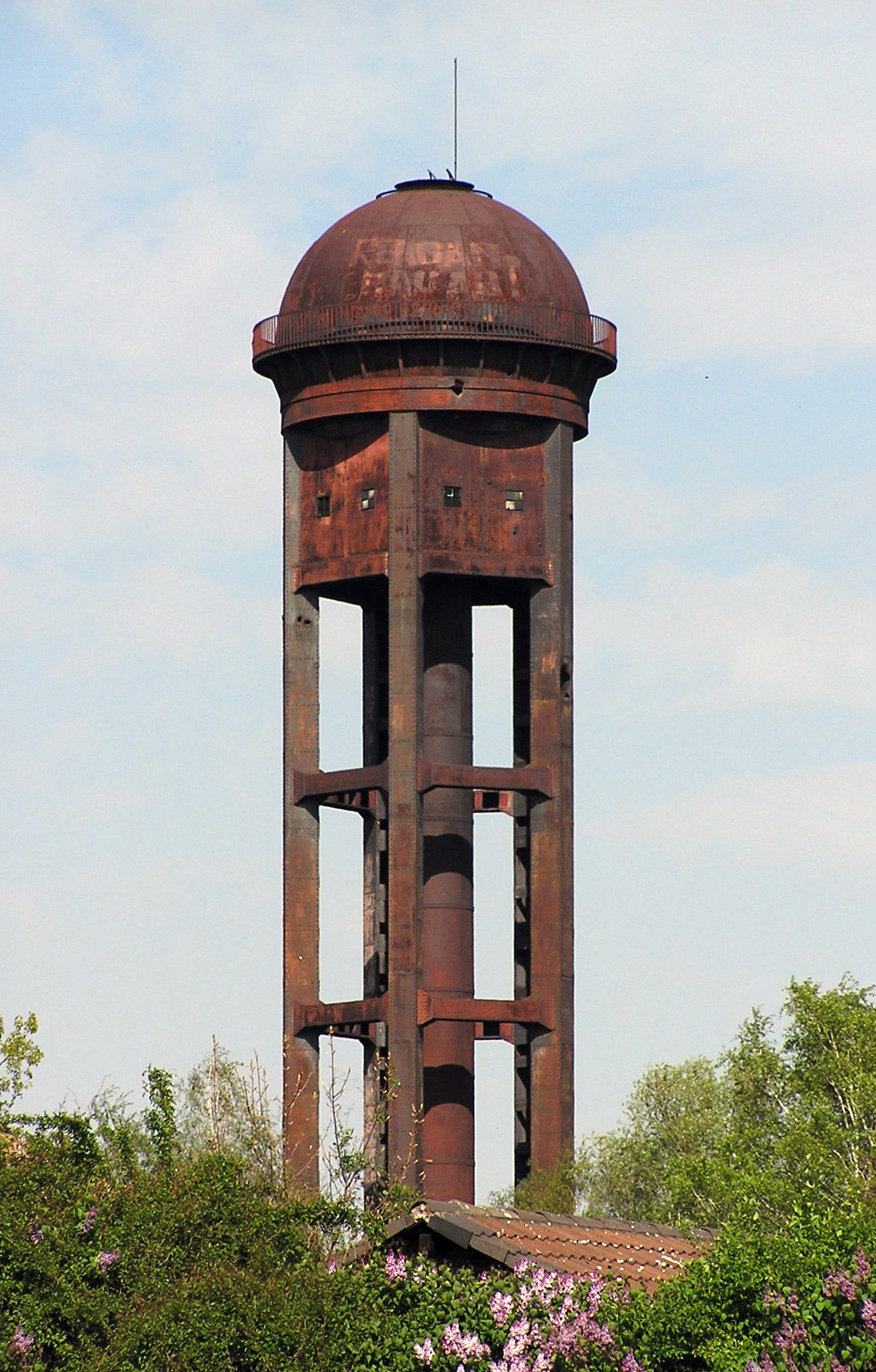
Wasserturm des früheren Rangierbahnhofs Tempelhof in Berlin

Während seiner Amtszeit entwarf Röttcher zahlreiche Bahnhofsbauten, so in den 1920er und 1930er Jahren die Gebäude für mehrere S-Bahnhöfe in Berlin. In jenen Jahren wurde die bis dahin mit Dampf betriebene Berliner S-Bahn elektrifiziert.
Nach 1925 wurde Röttcher mit der Neugestaltung des Bahnhofs Heiligensee beauftragt, die aber wegen finanzieller Schwierigkeiten der Deutschen Reichsbahn nicht ausgeführt wurde. Das Empfangsgebäude hatte er im Landhausstil geplant; die im ähnlichen Stil gehaltenen Beamtenwohnhäuser am Bahnhof wurden dagegen tatsächlich gebaut. Nach einem Entwurf Röttchers wurde im Jahre 1928 auch der heute unter Denkmalschutz stehende Wasserturm des ehemaligen Rangierbahnhofs Tempelhof erbaut, der heute teilweise zum Naturpark Südgelände ausgebaut ist.
Röttcher zählte zu den Architekten, die im Rahmen der Umgestaltung von Berlin zur Welthauptstadt Germania mitwirkten. Das Haus des deutschen Fremdenverkehrs am Runden Platz, das er gemeinsam mit Theodor Dierksmeier entwarf, konnte wegen des Krieges jedoch nicht fertiggestellt werden. Am 14. Juli 1939 gründete der Beauftragte für Bauwesen in der NSDAP, Generalbauinspekteur Albert Speer, gemeinsam mit Wilhelm Kreis, Hermann Giesler, Leonhard Gall, Fritz Todt und Baldur von Schirach in Berlin den Großdeutschen Architektenorden. Als Vorstand beriefen Speer, Kreis, Giesler und Gall noch am selben Tag zahlreiche Architekten in diesen Orden, darunter auch den Ministerialrat Röttcher. Röttcher ist auch noch in einem Verzeichnis der an der „Neugestaltung“ von Berlin beteiligten Architekten vom 23. Januar 1941 aufgeführt.

## Werk

### Bauten und Entwürfe (Auswahl)

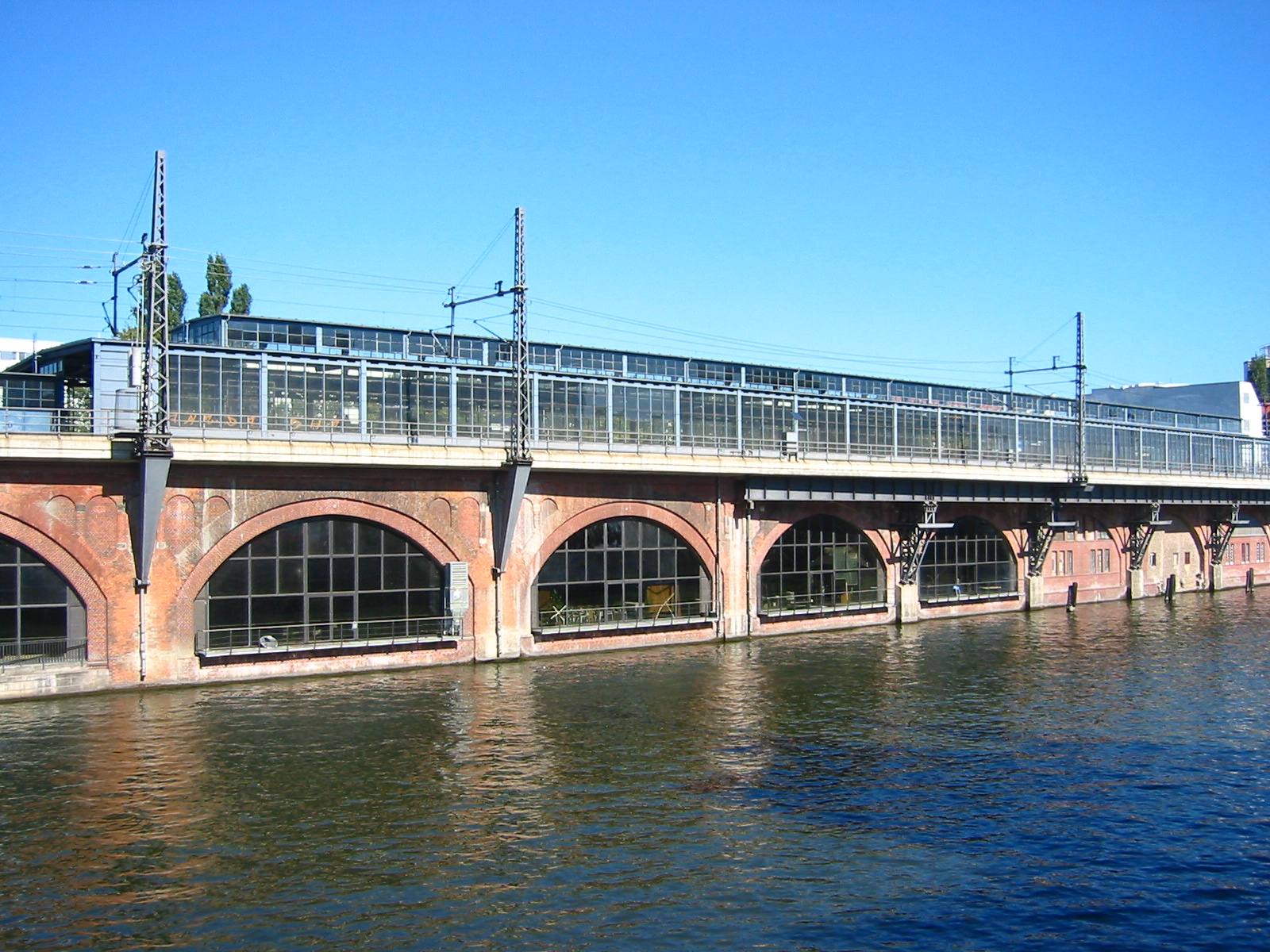
S-Bahnhof Jannowitzbrücke

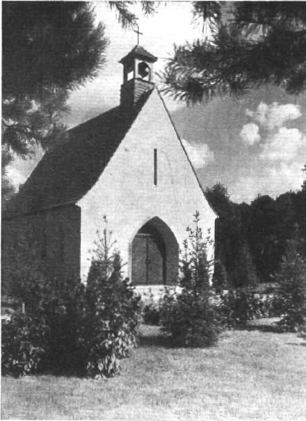
Friedhofskapelle in der Siedlung Elstal

- 1911–1914: Empfangsgebäude für den Bahnhof Köln-Deutz (unter der Leitung von Karl Biecker)[23]
- 1923–1924: Eisenbahner-Wohnhäuser an der Boyenallee in Berlin-Westend[24]
- 1927:–0000 Wasserturm auf dem Verschiebebahnhof Tempelhof in Berlin-Tempelhof, Prellerweg[25][26]
- 1927–1932: Umbau des S-Bahnhofs Jannowitzbrücke in Berlin-Mitte[27]
- vor 1928:–0 Eisenbahnersiedlung Elstal einschließlich Friedhofskapelle (gemeinsam mit Reichsbahnbaumeister Kurt Rasenack)[28]
- 1928–1929: Kirche der Eisenbahnersiedlung Kirchmöser West bei Brandenburg an der Havel (Lage)[29]
- 1933–1934: Gebäude der Reichsbahnfunk-Vorempfangsstelle in Berlin-Lichterfelde, Ostpreußendamm 144–149[30]
- 1935:–0000 Umbau des Bahnhofs Eichkamp (später Bahnhof Berlin Messe Süd; gemeinsam mit dem Reichsbahnoberrat Fritz Hane)[31]
- 1938–1939: Haus des deutschen Fremdenverkehrs in Berlin, Runder Platz / Potsdamer Straße 56 (mit Theodor Dierksmeier; 1962/1963 abgebrochen)

### Schriften
- Kleinere Wohnbauten im Reichsbahndirektionsbezirk Berlin. In: Zentralblatt der Bauverwaltung, 44. Jahrgang 1924, Nr. 17 (vom 23. April 1924), S. 133 f.
- (gemeinsam mit Erich Schonert und Richard Brademann als Herausgeber): Die Jahrhundertfeier des Architekten-Vereins zu Berlin. 1824–1924. Ein Rückblick und eine Erinnerung. Berlin 1925.
- Hochbauten der Deutschen Reichsbahn. Empfangsgebäude der Personenbahnhöfe. Verlag der Verkehrswissenschaftlichen Lehrmittelgesellschaft mbH bei der Deutschen Reichsbahn, Berlin 1933.
- (gemeinsam mit Reichsbahnrat Otto Falck): Die Geschichte des Hauses Wilhelmstr. 79 auf der Friedrichstadt in Berlin. Konkordia-Verlag, Leipzig 1936.